# Вінтерпорт (переписна місцевість, Мен)
Вінтерпорт (англ. Winterport) — переписна місцевість (CDP) в США, в окрузі Волдо штату Мен. Населення — 1355 осіб (2020).

## Географія
Вінтерпорт розташований за координатами 44°38′53″ пн. ш. 68°51′41″ зх. д. / 44.64806° пн. ш. 68.86139° зх. д. (44.648126, -68.861253).  За даними Бюро перепису населення США в 2010 році переписна місцевість мала площу 16,96 км², з яких 15,01 км² — суходіл та 1,95 км² — водойми.

## Демографія
Згідно з переписом 2010 року, у переписній місцевості мешкало 1340 осіб у 560 домогосподарствах у складі 377 родин. Густота населення становила 79 осіб/км².  Було 623 помешкання (37/км²).
Расовий склад населення:
| - 96,5 % — білих - 0,8 % — азіатів - 0,7 % — корінних американців - 0,7 % — чорних або афроамериканців - 0,1 % — вихідців з тихоокеанських островів |

До двох чи більше рас належало 1,0 %. Частка іспаномовних становила 0,7 % від усіх жителів.
За віковим діапазоном населення розподілялося таким чином: 23,2 % — особи молодші 18 років, 62,9 % — особи у віці 18—64 років, 13,9 % — особи у віці 65 років та старші. Медіана віку мешканця становила 41,8 року. На 100 осіб жіночої статі у переписній місцевості припадало 90,9 чоловіків;  на 100 жінок у віці від 18 років та старших — 90,2 чоловіків також старших 18 років.
Середній дохід на одне домашнє господарство  становив 71 939 доларів США (медіана — 52 500), а середній дохід на одну сім'ю — 97 244 долари (медіана — 95 417). Медіана доходів становила 38 229 доларів для чоловіків та 36 500 доларів для жінок. За межею бідності перебувало 5,1 % осіб, у тому числі 0,0 % дітей у віці до 18 років та 0,0 % осіб у віці 65 років та старших.
Цивільне працевлаштоване населення становило 743 особи. Основні галузі зайнятості: освіта, охорона здоров'я та соціальна допомога — 37,0 %, науковці, спеціалісти, менеджери — 12,1 %, роздрібна торгівля — 9,6 %, фінанси, страхування та нерухомість — 9,3 %.